# Leucanopsis loisana
Leucanopsis loisana är en fjärilsart som beskrevs av William Schaus 1941. Leucanopsis loisana ingår i släktet Leucanopsis och familjen björnspinnare. Inga underarter finns listade i Catalogue of Life.